# Sauveterre (Hautes-Pyrénées)
Sauveterre ist eine französische Gemeinde mit 159 Einwohnern (Stand 1. Januar 2022) im Département Hautes-Pyrénées in der Region Okzitanien. Sie gehört zum Arrondissement Tarbes und zum Kanton Val d’Adour-Rustan-Madiranais.

## Lage
Sie ist umgeben von folgenden Nachbargemeinden:
|             | Auriébat                                    |                     |
| Maubourguet | Kompassrose, die auf Nachbargemeinden zeigt | Saint-Justin (Gers) |
| Lafitole    |                                             | Monfaucon           |

Das Gemeindegebiet wird vom Canal d’Alaric, einem Seitenkanal des Adour durchquert.

## Bevölkerungsentwicklung
| Jahr                      | 1962 | 1968 | 1975 | 1982 | 1990 | 1999 | 2008 | 2016 |
| ------------------------- | ---- | ---- | ---- | ---- | ---- | ---- | ---- | ---- |
| Einwohner                 | 223  | 208  | 185  | 187  | 161  | 151  | 175  | 171  |
| Quelle: Cassini und INSEE |      |      |      |      |      |      |      |      |